# Synedoida edwardsii
Synedoida edwardsii là một loài bướm đêm trong họ Erebidae.